# Ukwuani-aboh-ndoni jezik
ukwuani-aboh-ndoni (ISO 639-3: ukw), jedan od šest igbo jezika, podskupine igboid, kojim govori oko 150,000 ljudi (1973 SIL) priapdnika istoimenih plemena u nigerijskim državama Delta i Rivers. Ima 3 dijalekta po kojima je i dobio ime, to su, viz.: ukwuani (ukwani, ukwali, kwale), abo (aboh, eboh), ndoni.

## Vanjske poveznice
- Ethnologue (14th)
- Ethnologue (15th)